# Quận Throckmorton, Texas
Quận Throckmorton (tiếng Anh: Throckmorton County) là một quận trong tiểu bang Texas, Hoa Kỳ. Quận lỵ đóng ở thành phố Throckmorton6. Theo kết quả điều tra dân số năm  2000 của Cục điều tra dân số Hoa Kỳ, quận có dân số 1850 người.